# Meziříčí (Malonty)
Meziříčí (německy Uretschlag) je vesnice, část obce Malonty v okrese Český Krumlov v Jihočeském kraji. Nachází se asi 2,5 kilometru severovýchodně od Malont. Meziříčí leží v katastrálním území Meziříčí u Malont o rozloze 8,11 km².

## Historie
První písemná zmínka o vesnici pochází z roku 1439. Jiné zdroje uvádí, že v roce 1375 byl zmiňován Přibík z Meziříčí a že v roce 1378 patřila ves Oldřichovi z Rožmberka. Meziříčí patřilo pod rychtu Malonty. V roce 1843 Meziříčí mělo 331 obyvatel. V roce 1930 Meziříčí mělo 366 obyvatel. V letech 1938 až 1945 bylo Meziříčí v důsledku uzavření Mnichovské dohody přičleněno k nacistickému Německu. V roce 1949 zde bylo založeno JZD, které v roce 1951 zaniklo v souvislosti s rozšiřováním Státního statku Malonty. V roce 1953 zde byla zrušena obecní samospráva.

## Obyvatelstvo
| Rok            | 1869 | 1880 | 1890 | 1900 | 1910 | 1921 | 1930 | 1950 | 1961 | 1970 | 1980 | 1991 | 2001 | 2011 | 2021 |
| -------------- | ---- | ---- | ---- | ---- | ---- | ---- | ---- | ---- | ---- | ---- | ---- | ---- | ---- | ---- | ---- |
| Počet obyvatel | 505  | 506  | 457  | 438  | 509  | 456  | 366  | 192  | 179  | 142  | 137  | 108  | 107  | 120  | 114  |
| Počet domů     | 103  | 103  | 97   | 98   | 99   | 107  | 103  | 38   | 34   | 27   | 33   | 37   | 44   | 57   | 57   |

## Obecní správa
Při sčítání lidu v letech 1869–1930 Meziříčí bylo samostatnou obcí v okrese Kaplice. Od roku 1953 je částí obce Malonty, se kterým patřilo nejprve do okresu Kaplice, ale od roku 1960 v okrese Český Krumlov.